# Code des assurances (France)
Lire en ligne

http://www.legifrance.gouv.fr/affichCode.do?cidTexte=LEGITEXT000006073984&dateTexte=20120725

Le code des assurances comprend l'ensemble des lois et des règlements qui régissent les sociétés d'assurances et les relations entre assureurs et assurés. Son but est de préserver les intérêts des différents acteurs tout en les protégeant des abus. Toutes les sociétés d'assurance sont tenues de respecter le code des assurances.
C’est la loi du 13 juillet 1930 sur les assurances des véhicules terrestres à moteur qui pose la première pierre de ce qui deviendra le code des assurances.
Il fait son apparition avec le décret no 76-667 du 16 juillet 1976 par les articles : L 111-1s, R 111-1s et A 111-1s.
Le droit des assurances est lié aux autres codes : le code civil, le code de la consommation, le code de la mutualité, le code de la Sécurité sociale et le code de procédure pénale.

## Structure
Le code est structuré en partie, livre, grand titre, en chapitre puis en article.

### 4 Parties
- La partie législative "L"
- La partie réglementaire "R"
- La partie  des arrêtés "A"
- et les Annexes.

### 5 Livres
Chaque partie est découpée en livre.
- Livre 1 Le contrat.
- Livre 2 Les assurances obligatoires.
- Livre 3 Les entreprises.
- Livre 4 L'organisation et régimes particuliers d’assurance.
- Livre 5 Les intermédiaire d’assurance et de capitalisation.

### Exemple
Par exemple l'article L122-3 a pour découpage
- "L" = législative.
- 100 = livre 1 le contrat.
- 20 = titre Règles relatives aux assurances de dommages non maritimes.
- 2 = L’assurance contre l’incendie.
- -3 = « Sont assimilés aux dommages matériel et directs les dommages occasionnées aux objet compris dans l’assurance par les secours et par les mesures de sauvetage ».

## Évolution
Le code des assurances n'évolue pas aussi vite que le code civil, par contre c'est la jurisprudence qui fait évoluer son application. Soit en faveur des compagnies d'assurance soit en faveur des assurés. Il est "suiveur" du Code monétaire et financier, qui vise l'harmonisation des normes entre l'assurance, la banque et la finance ou la définition de principes communs.

### Évolutions majeures
- 1985 : L211-1 sur les assurances des véhicules terrestres à moteur en 1985. Loi Badinter du 5 juillet 1985
- 1989 : Loi 89-1014 du 31 décembre 1989 sur l'adaptation du code à l'ouverture du marché européen.
- 2003 : L128-1 et L128-2 sur la Garantie des catastrophes technologiques en 2003/2005.
- 2006 : L113-15-1 sur la loi Châtel.
- Le 1er janvier 2015 avec la loi sur la consommation.
- En 2018, avec la transposition de la nouvelle Directive sur la distribution d'assurance, DDA ou DIA 2 (IDD 2, en anglais), votée le 24 novembre 2015[2].
- En 2022, avec la réforme d'autorégulation du courtage[3]

## Sources